# Эллиот, Элизабет
Элизабет Эллиот (урожденная Ховард, 21 декабря 1926 — 15 июня 2015) — автор христианских книг.
Её первый муж, Джим Эллиот, был убит индейцами ваорани в 1956 во время миссионерской экспедиции на востоке Эквадора . После смерти мужа Элизабет Эллиот еще два года жила в этом племени.

## Биография
Родилась в Бельгии, в семье миссионеров, в семье было четыре сына и дочь. Её семья переехала в Пенсильванию, когда Элизабет было несколько месяцев.
Она изучала греческий в колледже Уитон, где и встретилась с Джимом Эллиотом.
Джим Эллиот и Элизабет Ховард отправились в Эквадор работать с индейцами Аука, они поженились в 1953 году в городе Кито, Эквадор. Их дочери Валери было 10 месяцев, когда её отец был убит. Элизабет продолжала свою работу с Аука еще два года.
В 1969 году Элизабет вышла замуж за Эддисона Лейтча, профессора теологии духовной семинарии в штате Массачусетс . Лейтч умер в 1973 году.
В 1977 году она вышла замуж за Ларса Грэна.
В середине 1970-х годов она была одним из консультантов комитета одного из популярных в Штатах переводов Библии.
С 1988 по 2001 год Элизабет работала на одной христианской радиостанции.
В последние годы перестала путешествовать и поддерживала связь с окружающим миром через свой сайт.
Скончалась 15 июня 2015 года

## Книги
- «Под Сенью Всемогущего» / англ. Shadow of the Almighty: The Life and Testament of Jim Elliot (1958)
- «Вратами славы» / англ. Through Gates of Splendor (1957)
- англ. These Strange Ashes
- «В поисках любви» / англ. Quest for Love
- англ. The Savage My Kinsman (1961)
- англ. Furnace of the Lord: Reflections on the Redemption of The Holy City (1969)
- англ. Twelve Baskets of Crumbs (1976)
- «Лучше я останусь женщиной» / англ. Let Me Be a Woman (1977)
- англ. The Journals of Jim Elliot (1978)
- «Страсть и чистота» / англ. Passion and Purity: Learning to Bring Your Love Life Under God's Control (1984)
- англ. Discipline: The Glad Surrender
- англ. Love Has a Price Tag
- «Образ настоящего мужчины» / англ.  The Mark of a Man
- англ. Keep a Quiet Heart
- англ. A Chance to Die: The Life and Legacy of Amy Carmichael
- англ. Path Through Suffering: Discovering the Relationship Between God's Mercy and Our Pain
- англ. The Path of Loneliness: Finding Your Way Through the Wilderness to God
- англ. No Graven Image
- англ. Secure in the Everlasting Arms
- англ. The Music of His Promises: Listening to God with Love, Trust, and Obedience
- англ. The Shaping of a Christian Family
- англ. God's Guidance: A Slow and Certain Light
- англ. Taking Flight: Wisdom for Your Journey